# Die große Nacht im Eimer
Die große Nacht im Eimer ist der Titel eines Gemäldes (Öl auf Leinwand, 250 × 180 cm) von Georg Baselitz.
Es entstand in den Jahren 1962/1963 und gehört zum Bestand des Museum Ludwig in Köln.

## Inhalt und Form
Das Gemälde zeigt in provokativer Weise eine masturbierende Figur. Der Kunsthistoriker Klaus Gallwitz beschrieb das Motiv: „Die Gestalt, die vom Körperbau an einen Jungen erinnert, steht mit gespreizten Beinen da und hält mit der linken Hand einen überdimensionierten Phallus. Sie schaut am Betrachter vorbei.“ Die schmächtige Figur steht im extremen Kontrast zur überbetonten Männlichkeit: „Die Gesichtsform, wie der Oberkörper mit informellen Pinselzügen bedeckt, hat außer den Augen und einem großen Ohr, keine weiteren physiognomischen Züge.“ Im selben Jahr entstand ein weiteres Gemälde mit dem Titel Große Nacht im Eimer, 1963 (Öl auf Leinwand, 180 × 165 cm), es befindet sich in Privatbesitz. Hier zeigt das Motiv die Figur mit herabgesenktem Kopf und Phallus, in einer gebrochenen Darstellung der Sexualität. Als Studie entstand 1962 Die große Nacht (Bleistift und Aquarell, 63 × 48 cm, Privatbesitz) zum gleichen Thema.
Die Bilder stammen aus der Frühphase von Baselitz’ Werk von 1960 bis 1963, einer Zeit, in der sich der Künstler mit Antonin Artaud beschäftigte. In dieser Werkphase entstanden Bilder, „die eine morbide Neugierde an ‚fiebrigen Öffnungen‘ und ‚Schwellkörpern‘ erkennen lassen.“ Die Schaffensperiode manifestiert sich in den Werken P. D. Füße, einer eindringlichen Serie mit einzelnen Gliedmaßen, einer Serie mit Köpfen und Porträts und den beiden Gemälden Die große Nacht im Eimer. Mit ihnen begann der Maler eine Reihe von Arbeiten, wie zum Beispiel Weihnachten (1964) oder Die Peitschenfrau (1965), mit denen er in einer Phase, in der die Malerei durch den Tachismus und das Action Painting beherrscht war, neue Ausdrucksformen für das Gegenständliche zu entwickeln suchte. Die Sujets bleiben in den Bildern ohne Kontext und vermitteln in Farbigkeit und malerischer Auffassung Zustände ihrer Auflösung. Baselitz selbst nannte seine Farbtöne „zermanscht“ und erklärte später diese Frühphase in seinen Arbeiten als „Pubertätsschlamm“.

## Alternative Interpretation
Eine alternative Interpretation wird von Beate von Mickwitz dargelegt: Sie beschreibt die Ähnlichkeit zu einer Zeichnung von Giuseppe Cesari (mit dem Titel „Hercule nu, debout tient la massue avec laquelle il a frappé Cacus étendu“),  in dem Herkules mit einer Keule über dem offensichtlich erschlagenen Cacus steht. Herkules weist dieselbe Pose auf und hält die Keule auf dieselbe Weise wie die Gestalt in Baselitz’ Gemälde. Laut von Mickwitz könnte sich Die große Nacht im Eimer damit auch auf eben erst zurückliegende NS-Zeit beziehen, eine Interpretation, die in Baselitz Ölgemälde Die große Nacht von damals (2008) aufgegriffen wird.

## Wirkung
Im Oktober 1963 wurde das in der West-Berliner Galerie Werner & Katz (Baselitz’ erste Einzelausstellung) ausgestellte Werk zusammen mit dem Bild Der nackte Mann von der Staatsanwaltschaft wegen Unsittlichkeit beschlagnahmt. Der angestrengte Strafprozess endete erst 1965 mit der Rückgabe der Bilder.
Im Rahmen seines Werkzyklus von 2005 malte Baselitz eine zweite Fassung des Bildes mit dem Titel Die große Nacht im Eimer (remix).
Die Variante Die große Nacht von damals ist seit 2012 im Besitz der Pinakothek der Moderne.